# Zero1
Zero1 foi um programa de televisão da TV Globo que abordava jogos, filmes, campeonatos de eSports, cultura pop e geek. O primeiro episódio da temporada de 2016 foi ao ar na madrugada do dia 22 para 23 de outubro, após o Altas Horas. No início de dezembro de 2016, foi informado pela imprensa que o Zero1 ganharia um quadro no Esporte Espetacular, o que aconteceu a partir de 11 de dezembro de 2016.Seu último episódio foi ao ar em 13 de julho de 2019, na quarta temporada.

## Antecedentes
Tiago Leifert, revelou que estava 'militando' neste mercado há um tempo e sempre "tentava vender uma reportagem sobre game" para a Globo. Segundo ele, o Zero1 ficou dois anos em pré-produção e era baseado no Madrugames, que foi exibido no mesmo canal entre outubro de 2014 e janeiro de 2015.

"Nós geeks somos criaturas noturnas e o 'Zero1' será o nosso espaço. (...) O mais bacana é que ele vai amadurecer junto com nosso público, já que temos total liberdade para levar o programa no caminho que nós, nerds, acharmos melhor."— Tiago Leifert
No site da emissora do programa, havia sido anunciado que o telespectador poderia participar enviando vídeos e fotos para a produção. Em 2 de novembro de 2016, foi informado que o programa teria uma versão para internet com maior tempo de duração.

## Exibição
O programa quase sempre começava com Tiago Leifert lendo os comentários dos fãs do programa seguido por uma entrevista, geralmente com youtubers como Rato Borrachudo, Cellbit, Zangado, Luba, etc. Posteriormente vinham as gameplays; a maior parte eram jogos de tiro, como Call of Duty WW2, Far Cry 5 e Battlefield 1, mas também já foram jogados jogos de outros gêneros, como The Sims, Just Dance, Mother Simulator, entre outros.
Esse era o cronograma normal da série, mas poderia sofrer algumas alterações, como por exemplo a aparição do quadro "hackeei o zero1", que consistia na aparição de antigos entrevistados de Tiago, fazendo gameplays nos últimos minutos do programa. Também havia outro quadro chamado "zero101", que era "uma aula de nerdice" para pessoas que não eram geeks nem nerds, além de haver unboxings de diversos consoles como o Xbox One X, o Super Nintendo, o PlayStation VR, etc.

## Recepção
Antes mesmo da estreia, o Zero1 foi criticado em sites que abordam os temas exibidos no programa. Pedro Zambarda em sua crítica para o Drops de Jogos escreveu: "O grande problema do Zero1, no entanto, não é o trabalho de Leifert e sim o seu horário. Rodando de madrugada, a iniciativa soa como uma atitude secundária do Grupo Globo. Sua posição na grade não é de destaque, quando o conglomerado deveria dar espaço para um mercado que movimenta a economia brasileira e forma seus desenvolvedores próprios."
Já Willian Caldas, do Games Academy, opinou que o horário do programa era certeiro e "muito provavelmente atingirá seu público alvo, a atração visa captar jovens que acompanham o Altas Horas e madrugam noites de sábado para domingo." Paulo Edson, do Tecnoveste, disse que o "Zero1 é a tentativa da TV aberta de correr atrás do prejuízo por não ter entendido a cultura da internet a tempo."
Na análise do Nerdometro foi questionada a "liberdade" que o apresentador disse que iria ter no programa, citando como exemplo o extinto Madrugames. Folster, do Svpdcast, disse que entendia que o programa é uma tentativa de "sobrevivência" da Globo, mas "parece teimosia deixar de aderir ao streaming, principalmente para um programa nerd, e ainda acreditar que dá para seduzi-lo a voltar para antigos hábitos." Porém, indo contra o comentário do Folster, o programa foi disponibilizado para streaming.
Thiago Forato ao comentar o primeiro episódio para o Natelinha, disse que a estreia foi "animadora", mas "pela escassez de tempo, acaba se tornando um pouco raso. Quando o programa está ficando bom, ele termina." Na publicação feita pela redação do Antena Crítica diz que a "atração trouxe para TV aberta uma linguagem semelhante as do youtubers e até mesmo o cenário do programa tem um toque de internet. (...) Restou apenas um pouco de tempo a mais, já que a atração tem míseros 15 minutos."
Ronaldo Gogoni em sua resenha para o Meiobit escreveu: "Zero1 não é uma atração ruim, mas não vou incensa-la por esta ser uma das duas únicas opções na rede aberta. (...) [O] novo programa da Rede Globo peca por ser curto e um pouco perdido."

## Controvérsias
Segundo o Famosos na Web, o youtuber Cauê Moura revelou que a Rede Globo criou com youtubers brasileiros um programa para as madrugadas da emissora. Em seguida, a Rede Globo engavetou o projeto e mais tarde surgiu o Zero1, com os criadores originais cortados da atração.

## Audiência
A estreia do Zero1 marcou 8.3 pontos no IBOPE de São Paulo, fazendo a audiência da emissora crescer 2.5 pontos em relação a semana anterior. No Recife, o programa teve uma média de 7 pontos no IBOPE e ficou empatado com o Legendários. O segundo episódio marcou 7.1 pontos no IBOPE de São Paulo.